# Església d'Algaida

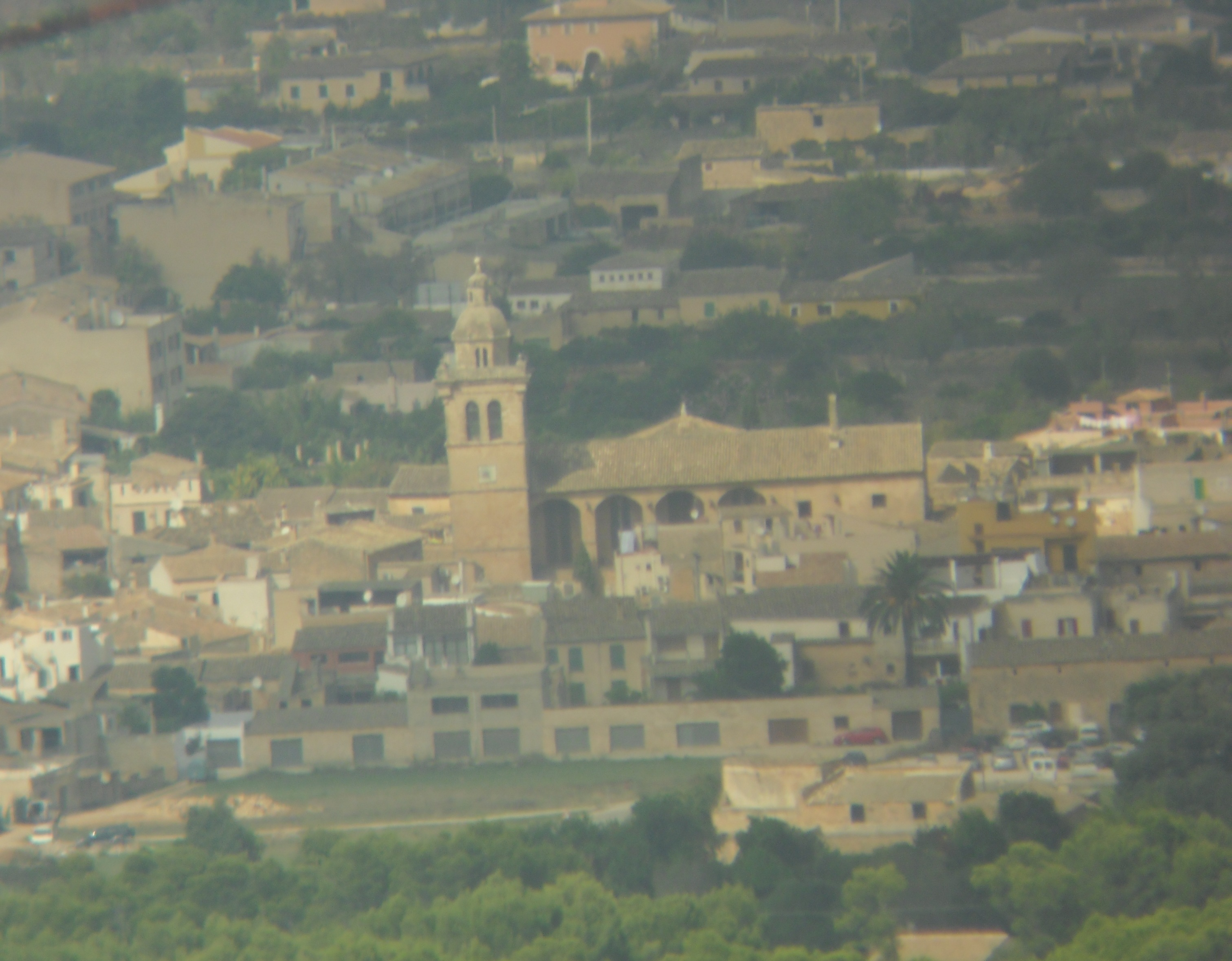
Església parroquial

El temple parroquial d'Algaida és un edifici d'arquitectura gòtica que es va començar a edificar en el segle xvi. La façana principal, molt senzilla, s'organitza amb un parament llis només trencat per dues línies d'imposta, una rosassa i un frontó barroc, amb una imatge de pedra de la mare de Déu. A la part dreta hi ha el campanar, de planta quadrada, rematat per un templet. La porta principal està decorada amb tres arquivoltes ogivals sustentades damunt fines columnes amb capitells esculpits amb motius vegetals. A la part lateral dreta de l'edifici sobresurten els contraforts units per arcades i una sèrie de gàrgoles zoomòrfiques.
El Temple segueix l'esquema tradicional de nau única i sis capelles laterals situades entre els contraforts. La coberta és de volta de creueria. L'absis és d'estil barroc. Presenta la planta quadrada i és cobert per una volta de canó.
A l'altar major hi contemplam un majestuós retaule barroc (segles XVII-XVIII) de tres cossos i cinc carrers. Entre les tretze imatges que el componen destaca una bella escultura gòtica de la Mare de Déu de la Mamella, que és la patrona dels trencadors de pedra. Aquest retaule es troba en procés de restauració durant el 2011
Annexa a la nau principal hi trobam la capella del Roser, edificada entre els anys 1748 i 1755. És de planta hexagonal amb cinc altars al seu perímetre i coberta amb una cúpula. El retaule major, d'influència rococó, fou projectat per l'artista dominic fra Albert Borguny, fou construït entre 1758 i 1762 i és obra de l'escultor Gregori Herrera i el fuster Josep Sastre. La imatge central de la Mare de Déu del Roser (1767) és també obra del mestre Herrera. Al peus de l'altar del Roser s'hi conserva la làpida de la sepultura de mossèn Francesc Tugores, rector d'Algaida entre 1742 i 1771, que fou el principal promotor de la construcció de la capella. A l'entrada de la capella hi ha diverses taules de la infància i la passió de Jesús, procedents d'un o dos retaules desmuntats.
Dins la capella de Sant Baptista s'hi pot veure el rotlo de campanetes, els «colissos», que s'empren per repicar per les festes de Nadal i Pasqua. Al cap de la bancalada, hi trobam dos magnífics bancs de noguer amb marqueteria de fullatges. Dins de la darrera capella de la part dreta s'hi pot contemplar el retaule gòtic de sant Pere i sant Pau que abans de ser restaurat (1998) estava ubicat a l'església de Castellitx. És un retaule del segle xv atribuïble a Joan Pallicer. Està estructurat en quatre carrers, als dos centrals hi ha representades les figures dels sants i als altres dos carrers, dividits en tres espais, s'hi desenvolupen escenes al·lusives a les seves vides. Als dos gablets centrals hi apareix la representació de l'Anunciació. Als peus d'aquest retaule hi ha la sepultura del jesuïta algaidí Bartomeu Pou (1727-1802), que fou biògraf de Santa Catalina Thomàs, retaule el qual fou traslladat a una de les capelles del Roser.
Al cor hi destaca l'orgue barroc construït per Jordi Bosch cap a 1770, recentment restaurat.